# جو سكوت (لاعب كرة سلة)
جو سكوت (بالإنجليزية: Joe Scott)‏ (28 يوليو 1965 في الولايات المتحدة - ) هو مدرب كرة سلة ولاعب كرة سلة أمريكي في مركز هجوم خلفي.

## وصلات خارجية
- جو سكوت على موقع كلية كرة السلة في سبورتس رفرنس.كوم (الإنجليزية)
- جو سكوت على موقع كلية كرة السلة في سبورتس رفرنس.كوم (الإنجليزية)